# Cavellia sylvia
Cavellia sylvia är en snäckart som först beskrevs av Hutton 1883.  Cavellia sylvia ingår i släktet Cavellia och familjen Charopidae. Inga underarter finns listade i Catalogue of Life.